# Andske države
Andske države su države u Južnoj Americi koje sadrže dijelove ili graniče s planinskim lancem Anda. Ande zauzimaju zapadni dio Južne Amerike i povezuju sljedeće zemlje:
Sjeverne – graniče s Karipskim morem. Ova regija je polutropska i poluplaninska.
- Kolumbija
- Venezuela

Zapadne – graniče s Tihim oceanom
- Ekvador
- Peru

Središnje – unutrašnjost
- Bolivija

Južne
- Argentina
- Čile

Ostale regije u Južnoj Americi uključuju Gvajansko visočje, Južni konus i Istočnu Južnu Ameriku.
Kada se grupiraju kao "andske države" naglasak se stavlja na planinsku regiju tih zemalja. Argentinske pampe, primjerice, nisu dio andske regije, dok zapadna Argentina čini dio andske regije te ima sa svojim andskim susjedima kulturni kontinuitet. Venezuela, Bolivija, Peru, Ekvador i Bolivija dio su Andske zajednice (trgovačka grupa), a svaka obuhvaća amazonsku kišnu šumu i amazonske domorodačke ljude jednako kao andske planine.